# Hannes Schmidhauser

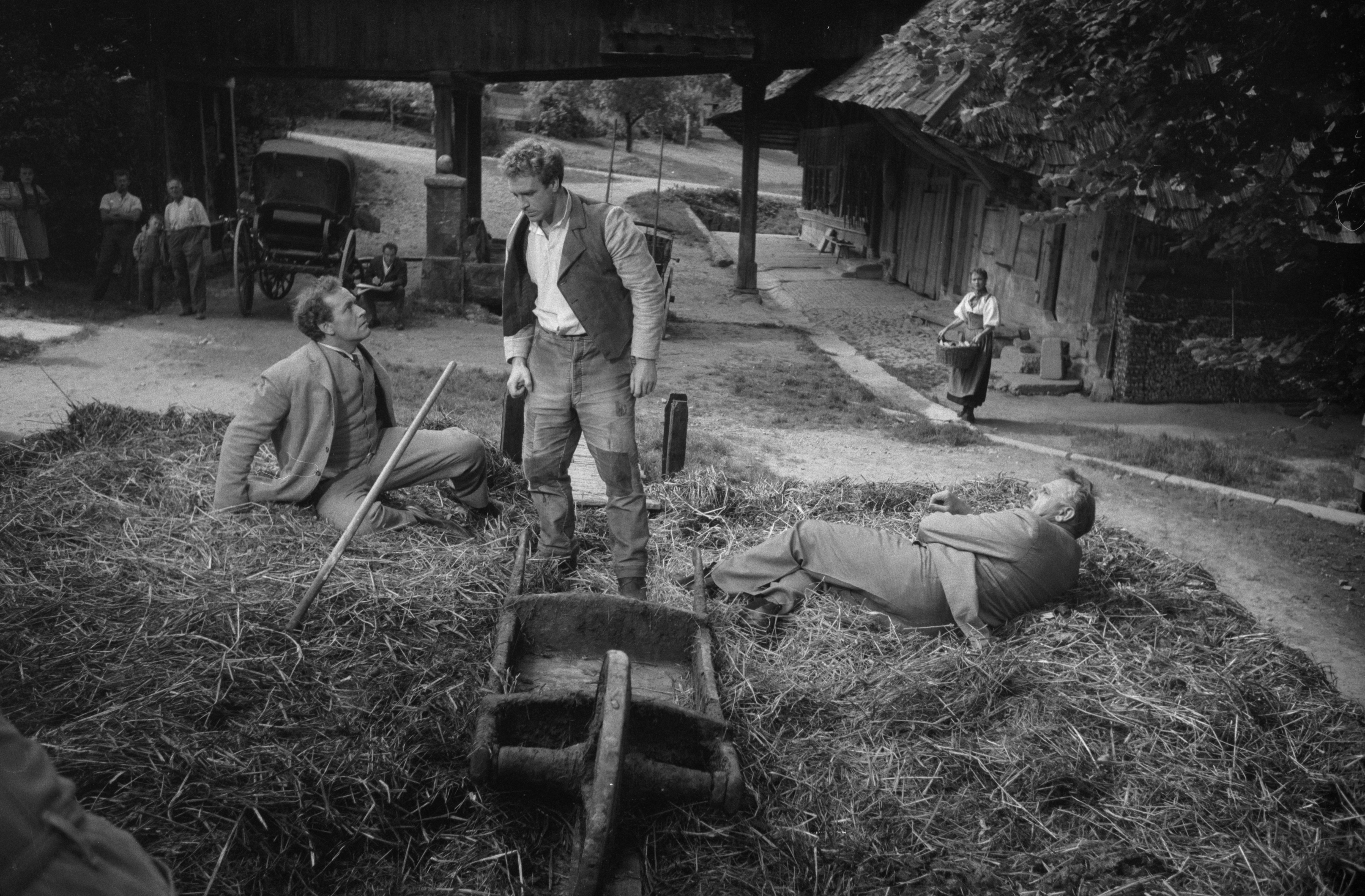
Hannes Schmidhauser, stehend auf dem Misthaufen im Film Uli der Pächter, links sitzend Erwin Kohlund, rechts liegend Alfred Rasser, im Hintergrund Liselotte Pulver, Foto: Hans Gerber, Comet Photo, Bildarchiv der ETH Zürich, 1955

Hannes Schmidhauser (* 9. September 1926 in Locarno; † 29. Januar 2000 in Lugano) war ein Schweizer Filmschauspieler, Drehbuchautor, Regisseur und Fussballspieler.

## Leben
Als Filmschauspieler war er tätig von 1954 bis 1999. Bekannt wurde er durch die Rolle des Uli in den Verfilmungen der Romane von Gotthelf Uli der Knecht und Uli der Pächter.
Hannes Schmidhausers Mutter war Musikerin, sein Vater war der Philosoph Julius Schmidhauser. Er selbst stand bereits bei Theateraufführungen im Gymnasium in Ascona auf der Bühne. Seine schönste Rolle aus der Zeit gleich nach dem Krieg war der Hauptmann Bluntschli im Stück Helden von George Bernard Shaw, das im Zürcher Schauspielhaus fünfzig Mal ausverkauft war. Hannes Schmidhauser machte auch Karriere als Fussballspieler. Er verdiente bereits seine Schauspielausbildung mit Fussball spielen. Später wurde er Captain bei der Schweizer Nationalmannschaft. Er war daher publikumsgewohnt und hatte auch auf der Bühne nie Lampenfieber. Einige Jahre lang lebte er in Italien und produzierte selbst Filme mit allerdings nur mässigem Erfolg. Seine Asche wurde im Lago Maggiore ausgestreut, damit er keine verehrbare Grabstätte habe.

## Filmografie
- 1945: Schulentlassen (Kurzfilm)
- 1954: Uli der Knecht
- 1955: … Und ewig ruft die Heimat (Uli der Pächter)
- 1956: Heidemarie
- 1956: Das Lied der Heimat (Zwischen uns die Berge)
- 1958: Reise nach dem Süden (Kurzfilm)
- 1959: SOS – Gletscherpilot
- 1959: Der Mustergatte
- 1959: Hinter den sieben Gleisen
- 1960: Wilhelm Tell
- 1961: E gfreuti Abrechnig (TV)
- 1962: Seelische Grausamkeit (auch Regisseur, Drehbuch und Produzent)
- 1963: Der Unsichtbare
- 1965: Die hölzerne Schüssel (TV)
- 1967: Mister Dynamit – Morgen küßt Euch der Tod
- 1973: Ein Fall für Männdli (Fernsehreihe, Episode "Haare")
- 1988: Klassezämekunft
- 1991: Family Express
- 1994: Die Direktorin (Fernsehreihe)
- 1996: Fascht e Familie (Fernsehreihe, Episode "Im Falle eines Unfalls")
- 1996: Tatort – Die Abrechnung
- 1997: Diamanten küßt man nicht (TV)
- 1997: Freunde fürs Leben (Fernsehreihe, Episode "Treueschwüre")
- 1998: Fondovalle
- 1999: General Sutter

## Auszeichnungen
- 1993: Silberner Leopard des Filmfestivals Locarno
- 1998: Ehren-Prix-Walo